# Терра-Нова
Терра-Нова (англ. Terra Nova) — містечко в Канаді, у провінції Ньюфаундленд і Лабрадор.

## Населення
За даними перепису 2016 року, містечко нараховувало 73 особи, показавши скорочення на 12,0%, порівняно з 2011-м роком. Середня густина населення становила 29,6 осіб/км².
З офіційних мов обидвома одночасно не володів жоден з жителів, тільки англійською — 70.
Працездатне населення становило 15,4% усього населення, усі були зайняті. 100% осіб були найманими працівниками, а 0% — самозайнятими.

## Клімат
Середня річна температура становить 4,3°C, середня максимальна – 19,7°C, а середня мінімальна – -12,9°C. Середня річна кількість опадів – 1 093 мм.
| Клімат поселення                              | Клімат поселення | Клімат поселення | Клімат поселення | Клімат поселення | Клімат поселення | Клімат поселення | Клімат поселення | Клімат поселення | Клімат поселення | Клімат поселення | Клімат поселення | Клімат поселення | Клімат поселення |
| Показник                                      | Січ.             | Лют.             | Бер.             | Квіт.            | Трав.            | Черв.            | Лип.             | Серп.            | Вер.             | Жовт.            | Лист.            | Груд.            |                  |
| Середній максимум, °C                         | −1,48            | −2               | 1,92             | 7,12             | 12,22            | 16,93            | 19,68            | 19,64            | 15,26            | 10,10            | 5,26             | 0,12             |                  |
| Середня температура, °C                       | −6,93            | −7,44            | −3,54            | 1,66             | 6,76             | 11,47            | 16,16            | 16,13            | 11,77            | 6,60             | 1,75             | −3,39            |                  |
| Середній мінімум, °C                          | −12,37           | −12,89           | −8,99            | −3,78            | 1,31             | 6,03             | 12,67            | 12,64            | 8,25             | 3,09             | −1,76            | −6,9             |                  |
| Норма опадів, мм                              | 101              | 95               | 88               | 85               | 75               | 89               | 84               | 86               | 101              | 98               | 91               | 100              |                  |
| Середньомісячна швидкість вітру, м/с          | 5.84             | 5.61             | 5.56             | 5.24             | 4.76             | 4.51             | 4.29             | 4.34             | 4.75             | 5.11             | 5.45             | 5.70             |                  |
| Середньомісячна сонячна радіація, кДж/м²·день | 3874             | 6797             | 10683            | 14035            | 17099            | 19002            | 18839            | 15799            | 11766            | 6996             | 4042             | 2965             |                  |
| --------------------------------------------- | ---------------- | ---------------- | ---------------- | ---------------- | ---------------- | ---------------- | ---------------- | ---------------- | ---------------- | ---------------- | ---------------- | ---------------- | ---------------- |
| Джерело:                                      |                  |                  |                  |                  |                  |                  |                  |                  |                  |                  |                  |                  |                  |